# Savalou
Savalou är en kommun i departementet Collines i Benin. Kommunen har en yta på 2 674 km2, och den hade 144 549 invånare år 2013.